# Верхний Цорбис
Верхний Цорбис (осет. Уæллаг Цъорбис; груз. ზემო წორბისი — Земо-Цорбиси) — село в Закавказье. Согласно юрисдикции Южной Осетии, фактически контролирующей село, расположено в Знаурском районе, согласно юрисдикции Грузии — в Карельском муниципалитете.

## География
Расположено на реке Проне Восточная (приток реки Кура).
Южнее находится село Нижний Цорбис (осет. Дæллаг Цъорбис) или Цорбиси. Юго-восточнее — село Корнис.

## Население
Село населено этническими осетинами. В 1987 году — 120 человек.

## Топографические карты
- Лист карты K-38-64 Цхинвали. Масштаб: 1 : 100 000. Состояние местности на 1987 год. Издание 1989 г.